# Orobanche elatior
Espèce
Orobanche elatior, la grande orobanche, est une espèce de plantes parasites appartenant à la famille des Orobanchaceae et au genre Orobanche. Dépourvue de chlorophylle, elle parasite les centaurées, en particulier la centaurée scabieuse (Centaurea scabiosa).
Synonyme :
- Orobanche major L.

(A ne pas confondre avec l'orobanche du genêt également de grande taille).

## Distribution
Europe sauf Nord et extrême Sud. En France, absente de l'Ouest.

## Habitat
Pelouses sèches sur calcaire.